# Ledley King
Ledley Brenton King (* 12. Oktober 1980 in Bow, London) ist ein ehemaliger englischer Fußballspieler. Als Innenverteidiger gilt er aufgrund seiner Schnelligkeit und der Robustheit als einer der talentiertesten englischen Abwehrspieler. Er hat weit mehr als 250 Pflichtspiele für Tottenham Hotspur bestritten, aber schwere Knieprobleme sorgten dafür, dass er häufig nur ein Mal pro Woche bei voller Belastung agieren konnte und zur Vorbereitung ein privates Trainingsprogramm bestreiten musste.

## Sportlicher Werdegang

### Die ersten Jahre zwischen Abwehr und Mittelfeld (1998–2004)
Im Juli 1998 wurde King 17-jährig „Trainee“ beim Nordlondoner Klub Tottenham Hotspur. Bereits am 1. Mai 1999 debütierte er bei der 2:3-Niederlage in Anfield gegen den FC Liverpool in der „ersten Mannschaft“. Zu Beginn seiner Laufbahn agierte King unter dem damaligen Trainer George Graham zumeist im zentralen Mittelfeld und mit einer guten Leistung auf dieser Position beim 2:1-Sieg gegen (erneut) den FC Liverpool am 19. November 2000 erarbeitete er sich einen Stammplatz bei den „Spurs“. Knapp drei Wochen später erzielte er gegen Bradford City (3:3) seinen ersten Treffer und verbesserte gleichzeitig den bis dato gültigen Rekord für das schnellste Premier-League-Tor auf 10,2 Sekunden.
Nach Grahams Entlassung beorderte ihn Nachfolger Glenn Hoddle in die zentrale Defensive, wo King den zum Stadtrivalen FC Arsenal abgewanderten Sol Campbell zu ersetzen hatte. In den ersten beiden Partien der Saison 2001/02 zeigte er in der neuen Umgebung gegen Aston Villa (0:0) und den FC Everton (1:1) gute Leistungen und erhielt vor allem gegen die „Toffees“ aus Everton gute Kritiken. Obwohl sein Team nach zwei Platzverweisen 25 Minuten nur noch mit neun Mann agierte, überzeugte King in der „Abwehrschlacht“ und neutralisierte den gegnerischen Mittelstürmer Duncan Ferguson. Am Ende der Spielzeit erreichten die „Spurs“ mit Rang 9 die beste Platzierung seit sechs Jahren und King galt dabei als Schlüsselspieler und einer der vielversprechendsten englischen Jungverteidiger. Nach einer Hüftverletzung im Sommer 2002 kehrte King im November des Jahres zurück und konservierte anfänglich die vorher gezeigte Qualität. Dennoch ließ die gesamte Abwehrleistung gegen Ende der Spielzeit deutlich nach und auch King war aufgrund der neun Gegentore in den letzten zwei Ligaspielen Gegenstand von zwischenzeitlicher Kritik, die dann aber mehr an die „taktischen Defizite“ von Glenn Hoddle richtete, der ein 3-5-2-System – also mit nur drei echten Abwehrspielern – spielen ließ. Hoddle erhielt im September 2003 seine Entlassungspapiere und Interimstrainer David Pleat platzierte King wieder ins defensive Mittelfeld. Im Februar 2004 schoss er nach über drei Jahren im FA Cup gegen Manchester City wieder ein Tor und ließ diesem eine Woche später ein Treffer gegen Charlton Athletic (4:2) folgen. Am Ende der Saison 2003/04 nominierte ihn der englische Nationaltrainer Sven-Göran Eriksson für die anstehende Euro 2004 in Portugal, obwohl King zumeist nicht auf der angestammten Innenverteidigerposition gespielt hatte.

### Der Abwehrchef (2004–06)
Im Sommer 2004 änderte sich nach der Neuverpflichtung von Trainer Jacques Santini der Kader in weiten Teilen und mit den Neuzugängen von Michael Carrick, Pedro Mendes und Sean Davis im defensiven Mittelfeld ging King dauerhaft auf seine Lieblingsposition in der Innenverteidigung zurück. Dort bildete er mit dem Marokkaner Noureddine Naybet ein effektives Duo und vor dem kurz zuvor in die Nationalmannschaft beförderten Torhüter Paul Robinson bedeuteten die 41 Premier-League-Gegentore der Spielzeit 2004/05 im Vergleich zu den 57 und 62 Gegentoren in den Jahren zuvor eine deutliche Steigerung. Zusätzlich war King im Januar 2005 nach dem Verkauf von Jamie Redknapp an den FC Southampton von dem neuen Trainer Martin Jol zum Mannschaftskapitän befördert worden.
An der Seite seines neuen Partners in der zentralen Abwehr Michael Dawson knüpfte King auf in der Saison 2005/06 an die guten Defensivleistungen an und mit 38 Gegentoren in der Liga verbesserte die Mannschaft die Vorjahresbilanz noch einmal um drei Treffer. Zwischenzeitliche Hoffnungen auf eine Champions-League-Qualifikation erfüllten sich jedoch nicht, da sein Team ohne ihn in den letzten vier Partien nur noch vier Punkte holte und am letzten Spieltag auf den fünften Rang abrutschte. King hatte sich im April 2006 einen Mittelfußbruch zugezogen, der auch eine mögliche Teilnahme an der WM 2006 in Deutschland verhinderte.

### Verletzungsprobleme (seit 2006)
King absolvierte in einer verletzungsgeplagten Spielzeit 2006/07 erst ab Mitte September 2006 seine ersten Begegnungen, nachdem er sich zu Beginn das Knie im Training verletzt hatte. Am „Boxing Day“ brach die Mittelfußfraktur wieder auf und erst am 12. April 2007 war er anlässlich des UEFA-Pokal-Viertelfinals gegen den FC Sevilla wieder mit von der Partie. Im Sommer 2007 unterzog sich King einer Operation und blieb für nahezu das restliche Jahr außen vor, bevor er am 26. Dezember 2007 unter dem neuen Trainer Juande Ramos zu einem überraschenden Comeback gegen den FC Fulham in der Startformation kam. Er bestritt weiter unregelmäßig Partien für seinen Verein bis zum Ende der Saison 2007/08 und war Mannschaftskapitän beim 2:1-Finalerfolg gegen den FC Chelsea im Ligapokal. Kurze Zeit später verkündete der Verein, dass King für den Rest der Spielzeit geschont werde – der Klub hatte nach dem Ausscheiden im UEFA-Pokal und der Platzierung in der Premier League nur noch geringe Ambitionen.
Dass Kings Knieprobleme schwerwiegender Natur waren, wurde spätestens zur Saison 2008/09 offensichtlich. Trainer Ramos setzte die Prioritäten für King in den Pokalspielen, wohingegen ihn sein Nachfolger Harry Redknapp nach dem Fall ans Tabellenende fast ausschließlich in der Premier League einsetzte. Einzige Ausnahme war das Ligapokalfinale gegen Manchester United am 1. März 2009, das im Elfmeterschießen verloren ging. Dass die Verletzungssorgen im Knie dauerhaft waren, wurde durch offizielle Aussagen belegt, wobei zum Beispiel der Guardian Trainer Harry Redknapp im Dezember 2008 mit folgenden Worten zitierte: „Da ist keine Heilung. Da ist kein Knorpel, nichts zum Operieren. Es ist einfach Knochen auf Knochen. Also ist es nur eine Frage des Managements. Es schwillt nach Spielen an und normalerweise braucht es sieben Tage zur Linderung(...). Er trainiert selten(...).“ King war zwar offiziell noch Mannschaftskapitän der „Spurs“, aber Robbie Keane übernahm diese Rolle nach seiner Rückkehr aus Liverpool im Januar 2009 mehrfach, als beide auf dem Spielfeld standen.
Er beendete am 19. Juli 2012, als Folge seiner chronischen Knieprobleme, offiziell seine Karriere.

## Englische Nationalmannschaft
Als Einwechselspieler kam King am 27. März 2002 zu seinem Länderspieldebüt für England gegen Italien; es endete mit einer 1:2-Niederlage. Knapp zwei Jahre später kam er im Freundschaftsspiel gegen Portugal zu seinem ersten Einsatz von Beginn an und schoss beim 1:1-Remis sein erstes Tor für die „Three Lions“. Unterstützt durch seine guten Vereinsleistungen war er Bestandteil des Kaders für die Euro 2004 in Portugal, vertrat den verletzten John Terry im Eröffnungsspiel gegen Frankreich und neutralisierte Thierry Henry trotz der 1:2-Niederlage. Sein zweites Europameisterschaftsspiel absolvierte er gegen Kroatien und wurde dabei nach seiner Einwechselung ins Mittelfeld beordert.
Auch nach dem Turnier blieb King stetig im Kader vertreten, kämpfte um einen Innenverteidigerplatz an der Seite von John Terry oder Rio Ferdinand und bekleidete auch sporadisch eine Mittelfeldrolle. Die Teilnahme an der WM 2006 in Deutschland schien gesichert, aber Kings Mittelfußbruch im April 2006 durchkreuzte diese Pläne, zumal Trainer Sven-Göran Eriksson mit Wayne Rooney, Michael Owen und Ashley Cole über weitere Verletzungsfälle verfügte und das Gesamtrisiko als zu hoch einstufte. Nach der Weltmeisterschaft kam King aufgrund seiner Knieprobleme vorerst nur noch zu drei Partien, dabei zuletzt ein EM-Qualifikationsspiel gegen Estland, das am 6. Juni 2007 mit einem 3:0-Sieg endete.
Der neue Trainer Fabio Capello berief ihn im März 2009 wieder in die englische Nationalmannschaft, aber nach einer medizinischen Untersuchung schickte ihn der Verband aufgrund der chronischen Knieprobleme – auch im Interesse des Vereins – wieder zurück.

## Erfolge
- Englischer Ligapokal: 2008